# Prodrome de la Flore du Plateau Central de la France
Prodrome de la Flore du Plateau Central de la France (abreviado Prodr. Fl. Plat. Centr.) es un libro con ilustraciones y descripciones botánicas que fue escrito por el médico, farmacéutico botánico y profesor francés Martial Lamotte y publicado en 2 volúmenes en los años 1877 - 1881 con el nombre de Prodrome de la flore du plateau central de la France, comprenant l'Auvergne, le Velay, la Lozère, les Cévennes, une partie du Bourbonnais et du Vivarais.